# Da dirty 30
Da dirty 30 is het debuut- en enige studioalbum van de Amerikaanse hiphopformatie Cru. Het album werd in 1997 uitgebracht op het platenlabel Violator in samenwerking met Def Jam. De titel is een verwijzing naar het district in New York waar de leden vandaan komen, maar ook naar het aantal nummers op het album.

## Productie
Het album werd geproduceerd door rapper-producer Yogi. Nadat Cru uit elkaar viel, ging hij deel uitmaken van het productieteam The Hitmen van Bad Boy Records.

## Ontvangst
Jesal Padania van RapReviews.com gaf het album een 7. Volgens hem leidt het grote aantal nummers ertoe dat vele in de massa verdwijnen en er een paar uit springen. Hij omschreef het album in zijn geheel als "consistently solid throughout". Volgens Leo Stanley van AllMusic is het album aan de lange kant en spreekt het niet tot de verbeelding. Alle te verwachten elementen worden door Da dirty 30 afgevinkt. Hij noemde het album tekstueel enigszins zwak. Maar waar Cru alle onderdelen van tekst en muziek samenpakt, wordt het album volgens hem "strong, invigorating hardcore hip-hop". Cru belandde dankzij het album in 2016 op de lijst van "40 greatest one-album wonders" van Rolling Stone.

## Nummers
| Nr. | Titel                                                           | Duur |
| --- | --------------------------------------------------------------- | ---- |
| 1.  | DJ Footlong                                                     | 1:46 |
| 2.  | Bluntz & bakakeemis (feat. Antoinette, Tracey Lee en Jim Hydro) | 3:09 |
| 3.  | That shit                                                       | 3:27 |
| 4.  | Just another case (feat. Slick Rick)                            | 3:35 |
| 5.  | Hoe 2 society                                                   | 0:57 |
| 6.  | Nuthin' but (feat. Black Rob)                                   | 3:18 |
| 7.  | Straight from L.I.P.                                            | 3:14 |
| 8.  | Goin' down                                                      | 2:54 |
| 9.  | Shoot Out                                                       | 1:00 |
| 10. | Ten to run                                                      | 2:14 |
| 11. | Wreckgonize (feat. Black Rob)                                   | 3:44 |
| 12. | Bulletproof Vest                                                | 0:33 |
| 13. | The ebonic plague (feat. Ras Kass)                              | 3:52 |
| 14. | Up north                                                        | 3:34 |
| 15. | R.I.P.                                                          | 0:10 |
| 16. | Live at the Tunnel (feat. The Lox)                              | 3:53 |
| 17. | Pronto                                                          | 4:16 |
| 18. | You used to                                                     | 0:40 |
| 19. | Fresh, wild and bold                                            | 3:00 |
| 20. | O.J.                                                            | 0:43 |
| 21. | Lisa Lipps                                                      | 2:59 |
| 22. | Bubblin'                                                        | 3:06 |
| 23. | Goines tale                                                     | 2:37 |
| 24. | The illz                                                        | 4:19 |
| 25. | Footlong                                                        | 0:11 |
| 26. | My everlovin'                                                   | 3:32 |
| 27. | Pay attention (feat. Anthony Hamilton)                          | 3:48 |
| 28. | Loungin' wit my cru                                             | 3:37 |
| 29. | Dirty 29                                                        | 0:29 |
| 30. | Armaggedon                                                      | 3:10 |

## Personeel

### Bezetting
- Yogi
- The Mighty Ha
- Chadio

### Productie
- Yogi (producer)
- Chris Lighty (uitvoerend producent)